# Nossa Senhora da Conceição (Angra do Heroísmo)
Nossa Senhora da Conceição is een plaats (freguesia) in de Portugese gemeente Angra do Heroísmo en telt 4509 inwoners (2001). De plaats ligt op het eiland Terceira, onderdeel van de Azoren.